# Allegro Cup

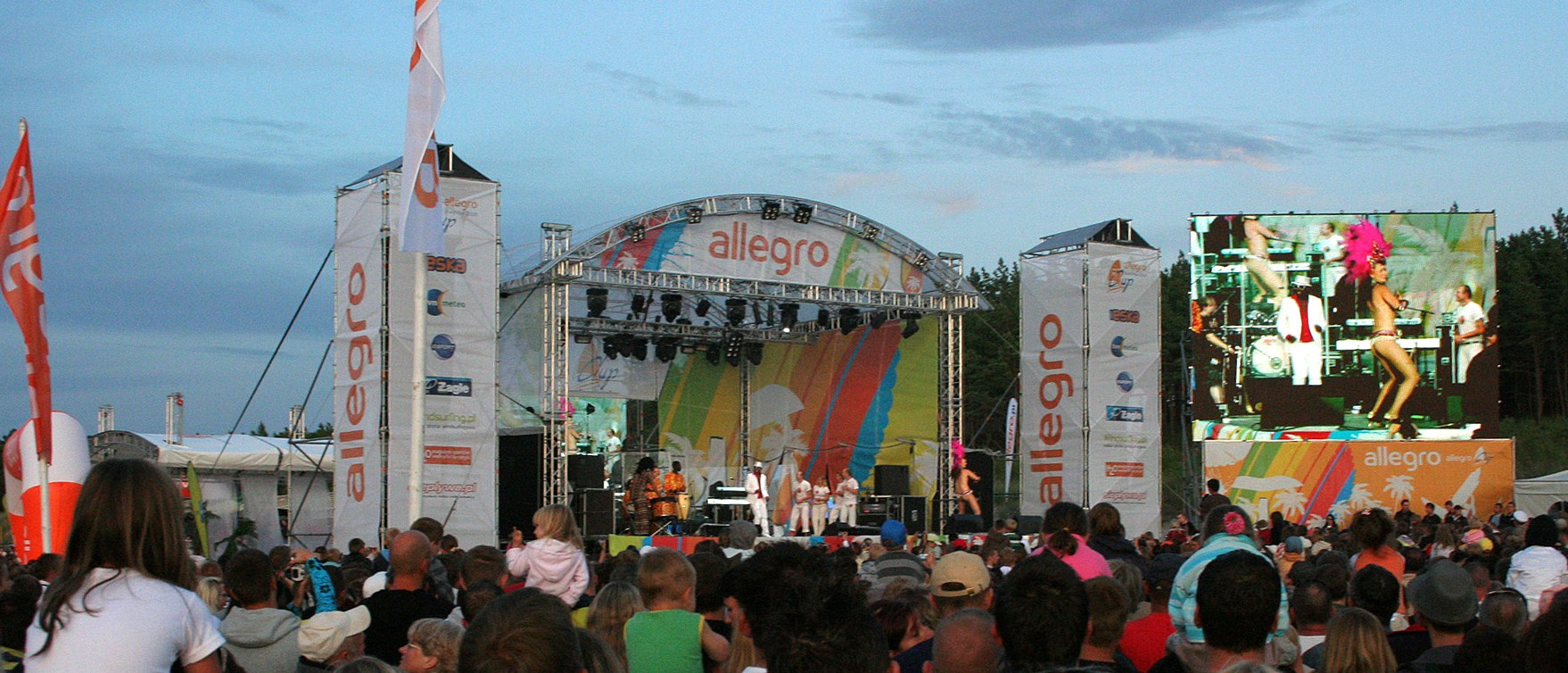
Scena podczas Allegro Cup 2009 w Łebie

Allegro Cup – dawne cykliczne zawody w windsurfingu zaliczane do klasyfikacji Pucharu Europy w Formule Windsurfing (Euro-Cup).
Zawody Allegro Cup odbywały się co roku od 2005 do 2009. Pierwszy turniej miał miejsce w Chałupach, następne imprezy odbywały się w Łebie. Zawody w 2008 roku znalazły się wśród sześciu najwyżej punktowanych w światowym rankingu.
Poza turniejem Formula windsurfing, na imprezie przeprowadzano także zawody w kategorii slalom. W Allegro Cup co roku brało udział około 80 uczestników polskiej i światowej czołówki.
Pierwsza dziesiątką listy startowej w Formule Windsurfing w roku 2009
1. Gonzalo Costa Hoevel  Argentyna
2. Steve Allen  Australia
3. Sean O'Brien  Australia
4. Jeffrey Van Hoe  Belgia
5. Yves Grossen  Belgia
6. Jan Bruggeman  Belgia
7. Philippe De Haes  Belgia
8. Wilhelm Schurmann  Brazylia
9. Paulo Dos Reis  Brazylia
10. Vesselin Nanev  Bułgaria

W 2008 roku pula nagród zawodów wynosiła 30 000 euro. Ambasadorami zawodów byli: Wojciech Brzozowski, Marta Hlavaty i Steve Allen.
W roku 2010 odbyła się impreza o nazwie Allegro Cup EASY Surf

## Imprezy towarzyszące
Turniej sportowy uzupełniają imprezy na plaży w tym koncerty muzyczne. Jak dotąd na Allegro Cup wystąpili m.in. Shaggy, Kayah, Boney M, Feel, Stereo MC's, Kosheen, Audiofeels i Marduk.